# Hôtel de Boisson
L'hôtel de Boisson est un hôtel particulier situé au no 67 du Cours Mirabeau à Aix-en-Provence. 

## Construction et origines
L'hôtel de Boisson fut construit vers 1672 par Jean Jaubert pour le conseiller au parlement de Provence Honoré de Boisson.

## Architecture
La façade fut remaniée vers 1730. Le portail, légèrement cintré, porte deux têtes coiffées.
À l'intérieur, la rampe à balustre d'origine de la cage d'escalier a laissé place au XIXe siècle à une rampe en ferronnerie.